# Brad Barritt
Michael Bradley Barritt, detto Brad (Durban, 7 agosto 1986), è un rugbista a 15 sudafricano, internazionale per l'Inghilterra, tre quarti centro dei Saracens in English Premiership.

## Biografia
Nato a Durban da genitori rhodesiani espatriati in Sudafrica, a loro volta figli di emigrati dal Regno Unito, grazie ai quali detiene la cittadinanza britannica, Brad Barritt si formò rugbisticamente nel Natal, nella cui squadra provinciale, i Natal Sharks, e nella cui franchise di Super Rugby, gli Sharks, esordì in Currie Cup nel 2006; in quello stesso anno rappresentò il suo Paese natale in IRB Nations Cup con la Nazionale A.
A fine 2008 si trasferì in Inghilterra ai Saracens e, già nel 2009, grazie alla cittadinanza del Regno Unito, fu convocato in Nazionale A inglese che partecipò alla Churchill Cup.
Nel 2011 si laureò campione d'Inghilterra con i Saracens e, nel corso del Sei Nazioni 2012, debuttò in Nazionale maggiore a Edimburgo contro la Scozia; durante i test di metà anno contro il Sudafrica si procurò una lacerazione al bulbo oculare che lo rese indisponibile per diverso tempo e ne mise a rischio il prosieguo di carriera, ma l'intervento chirurgico di sutura ebbe esito positivo e una volta rimessosi prolungò il contratto con i Saracens per quattro ulteriori stagioni.
Nel giugno 2013, mentre era in vacanza negli Stati Uniti, Barritt fu convocato d'urgenza per aggregarsi alla squadra dei British Lions in tour in Australia per fare fronte ad alcuni infortuni; non fu impiegato, tuttavia, che negli incontri infrasettimanali, senza scendere mai in campo nei test match previsti contro gli Wallabies.

## Palmarès
- Premiership: 5
Saracens: 2010-11, 2014-15, 2015-16, 2017-18, 2018-19
- Coppe Anglo-Gallesi: 1
Saracens: 2014-15
- Champions Cup: 3
Saracens: 2015-16, 2016-17, 2018-19
- Currie Cup: 1
Natal Sharks: 2008